# Лексан
Лексан (англ. Lexan) — зарегистрированная торговая марка фирмы SABIC Innovative Plastics (ранее General Electric Plastics) для высокопрочной поликарбонатной смолы, заменяющей стекло там, где соображения прочности превалируют над соображениями стоимости.
Открыт в 1953 году Херманом Шнелем из фирмы Bayer (Германия) и, спустя всего неделю, независимо от него, Даниелем Фоксом из фирмы General Electric во время разработки изоляции для проводов. Оба были потрясены исключительной износостойкостью материала.

## Свойства
Материал прозрачен и более прочен по сравнению с пластиком 1.5 (CR-39).
Поликарбонатные линзы имеют показатель преломления — 1,59.

## Применение

### Поликарбонатные линзы для очков
В США линзы из поликарбоната по причине их более высокой по сравнению с CR-39 ударопрочностью в обязательном порядке назначают несовершеннолетним, а также взрослым, ведущим активный образ жизни, и спортсменам.

### Другие направления
Применяется при изготовлении теплиц, окон, иллюминаторов самолетов, домов, пуленепробиваемых панелей, лодок, бытовой электроники (iBook, iPod). Также в наше время широко используется в автомоделизме для изготовления кузовов.